# Christian Prudhomme

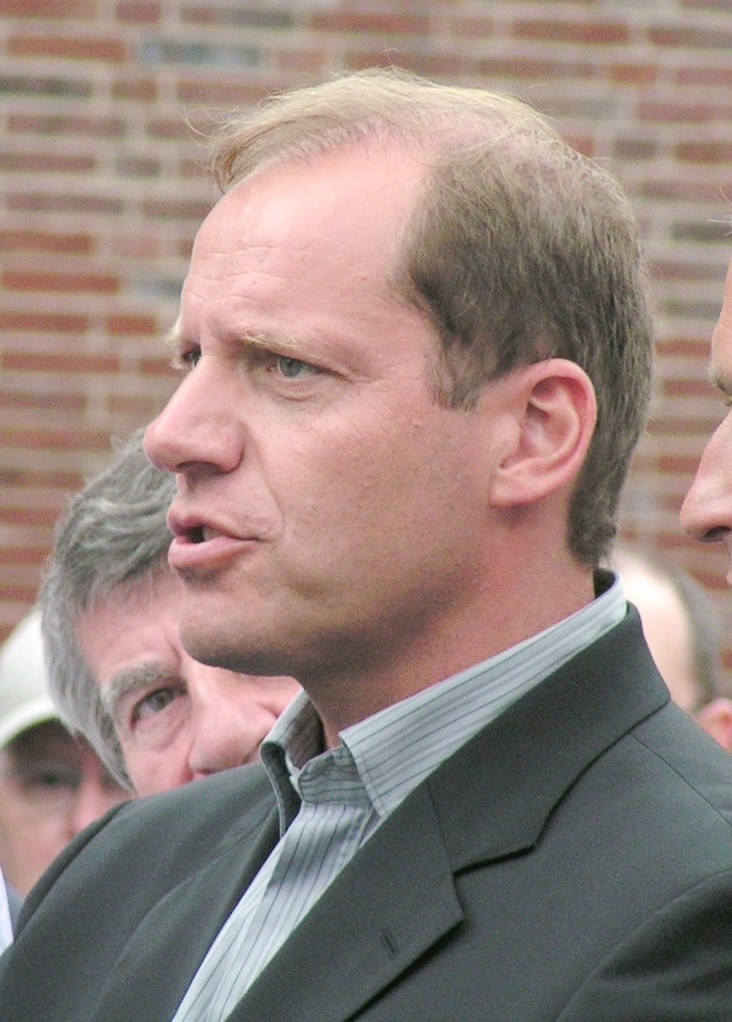
Christian Prudhomme bei der Deutschland Tour 2006 in Düsseldorf

Christian Prudhomme (* 11. November 1960 in Paris) ist ein französischer Journalist und seit 2007 Direktor der Tour de France.
Christian Prudhomme begann seine Karriere beim französischen Fernsehen und kommentierte u. a. Fußball und Radsport, ehe er 2004 als stellvertretender Tour-Direktor und ab der Tour 2007 als Generaldirektor der Tour de France arbeitete. Anders als sein Vorgänger Jean-Marie Leblanc war Prudhomme selbst nie Radprofi.
Seit Ende des Jahres 2008 ist er Präsident der Association Internationale des Organisateurs de Courses Cyclistes (AIOCC), die 129 internationale Radrennen vornehmlich aus der UCI WorldTour und UCI Europe Tour vertritt.
Im November 2015 erhielt Christian Prudhomme von der York St. John University den Ehrendoktortitel verliehen. Damit wurden seine Verdienste um die Förderung des Radsports in der Region Yorkshire sowie weltweit geehrt. In Yorkshire wurde 2014 der Grand Départ der Tour vor tausenden Zuschauern ausgetragen.